# Волшебный фонарь (фильм, 1903)
«Волшебный фонарь» (фр. La lanterne magique) — немой короткометражный фильм Жоржа Мельеса. Дата премьеры в Дании: 17 октября 1907 года.

## Сюжет
Два клоуна собирают волшебный фонарь, который сначала проектирует движущиеся изображения, затем из него выходят танцующие девушки. 

## Локации
Фильм снимался в Монтрёй, Сен-Сен-Дени, Франция. 

## Художественные особенности
- Соотношение сторон - 1.37:1

- Длина плёнки — 96,01 м

- Формат — 35 мм

## Интересные факты
Картина входит в список просматриваемых фильмов в Гарвардском университете.
В картине "Волшебный фонарь" Мельес впервые принял способ показать в фильме фильм. 